# 雜賀雄二
雜賀雄二（さいが ゆうじ、1951年9月14日 - ）は日本の写真家。兵庫県出身。愛知県立芸術大学卒。
軍艦島の別名で知られる長崎県端島の撮影を長期間行っている。また、北部九州のカトリック教会、天主堂などの写真でも知られる。
東京綜合写真専門学校講師。

## 経歴
- 1971年　愛知県立芸術大学入学、デザインを専攻するが、在学中に写真を独学で始める
- 1973年　長崎県内の教会建造物に興味を持つ
- 1974年　長崎県高島町（当時）端島を訪れ、島の持つ魅力に圧倒される。1月15日の閉山から無人島化する4月20日まで滞在。
- 1975年 - 1977年　個展「閉山・軍艦島」（長崎県立美術博物館、銀座ニコンサロン、オークランド市美術館など）
- 1985年　個展「軍艦島 - 棄てられた島の風景」（長崎新聞文化ホール、銀座ニコンサロンなど）
- 1986年　写真集『軍艦島 - 棄てられた島の風景』で芸術選奨新人賞
- 1989年　愛知県立芸術大学非常勤講師
- 2002年　東京綜合写真専門学校講師

## 写真集
- 『軍艦島 - 棄てられた島の風景』（新潮社、1986年）
- 『天主堂』（新潮社、1990年）
- 『天主堂物語』 （新潮社、1990年）
- 『月の道 - Borderland』（新潮社、1993年）
- 『ランド・オブ・パラドックス』（淡交社、1997年、共著）
- 『ルナ・コルネア』（セントロ・デ・ラ・イマジン(メキシコ)、2000年）
- 『軍艦島 - 眠りのなかの覚醒』（淡交社、2003年）
- 『天主堂 - 光の建築』（淡交社、2004年）